# Slank väglöpare
Slank väglöpare (Harpalus puncticeps) är en skalbaggsart som beskrevs av Stephens. I den svenska databasen Dyntaxa används istället namnet Ophonus puncticeps. Enligt Catalogue of Life ingår slank väglöpare i släktet Harpalus och familjen jordlöpare, men enligt Dyntaxa är tillhörigheten istället släktet Ophonus och familjen jordlöpare. Arten är reproducerande i Sverige. Inga underarter finns listade i Catalogue of Life.